# フランシス・スレイ
フランシス・G・スレイ（Francis G. Slay, 1955年3月18日 - ）は、アメリカ合衆国の政治家・弁護士である。2001年4月17日から2017年4月18日まで45代目セントルイス市長を務め、セントルイスにおいて史上最長の任期を務めた市長であった。

## 経歴
1955年3月18日にミズーリ州セントルイスに誕生する。セントメリーズ高校を卒業し、1973年にクインシー大学で政治学の学位・セントルイス大学で法律の学位を取得した。法科大学院を卒業した後、東部地区のミズーリ州控訴裁判所のポール・J・サイモン裁判官の法務官を務めた。1981年に法律事務所であるギルフォイル・ペツァル&シューメイクに加わり、ビジネス法と商事訴訟を専門とした。スレイは1985年に23区を代表するセントルイス市議会議員に選出された。そして1995年には市議会議員に選出され、1999年に再選された。

## 市長時代
市長時代は再開発を含めて市内の重要な住宅の再開発を監督し、野球・MLBのセントルイス・カージナルス新本拠地球場 "ブッシュ・スタジアム" の建設や、2000年の国勢調査に基づく市議会議員選挙区の再編を進めた。2007年5月にセントルイスのダウンタウンの活性化は、プリザーブ賞の対象となり、歴史的保存に対する国内最高の賞となった。2011年にシティガーデンはアーバンランド・インスティテュートの権威あるアマンダ・バーデン・アーバン・オープンスペース賞を受賞した。
2016年4月8日にセントルイス市で史上最長の任期を務めた市長であり続けているが、市長として再選を求めることは無いと発表した。

## 市長退任後
2017年4月18日に終了する任期の前に、セントルイスのダウンタウンにある事務所でスペンサー・フェーン法律事務所の弁護士としての仕事を受け入れた。

## 家族
父のフランシス・R・スレイはセントルイスのセント・レイモンド・マロナイト・カトリック大聖堂に所属し、第23区の長年の民主党委員であり、かつては証書の記録係を務めていた。なお父は2011年3月16日に83歳で亡くなった。
また妻のキムには2人の子供がおり、その他に3匹の救助犬がいる。ちなみにレバノン人とポーランド人の祖先である。